# Dinastia Yuan
La dinastia Yuan (cinese: 元朝S, yuáncháoP, lett. "il primo inizio"; mongolo:  Их Юань улс; proveniente dalla Mongolia) regnò sulla Cina dal 1279 al 1368, dopo essere stata costituita nel 1271 da Kublai Khan. Sotto di essa la Cina divenne il più vasto impero del suo tempo e il quinto della storia, con un'area di 15,0 milioni di km² nel 1330. Solamente l'impero della dinastia Qing riuscì a raggiungere questa estensione in Cina, coprendo anch'essa 15,0 milioni di km² nel 1790, mentre la celebre dinastia Tang si "fermò" a 13,72 milioni.

## Prologo
Gengis Khan diede inizio all'invasione mongola della Cina con varie incursioni nei territori controllati dalla dinastia Jīn, che deteneva il potere nella parte settentrionale della nazione, invasione culminata con la conquista della capitale Pechino. Nell'anno 1234 Ögödei, terzo figlio di Genghis Khan e suo successore, distrusse definitivamente la dinastia Jīn, che aveva più volte combattuto contro i Mongoli. Nell'anno 1258 Möngke, figlio di Tolui, invase il Sichuan dando inizio alla conquista del territorio dei Song Meridionali, ma la sua morte avvenuta nel 1259, e la successiva lotta intestina per la successione, interruppe i piani di conquista, tuttavia ripresi da Khublai Khan e culminati nell'occupazione di Canton nel 1276 e nella definitiva distruzione (nel 1279) della dinastia Song con la morte dell'ultimo suo imperatore.

## Khubilai Khan
Khublai Khan fu il primo imperatore della dinastia Yuan e governò dal 1279 al 1294. La riunificazione della Cina portò benefici economici soprattutto per ciò che riguarda il commercio anche con le popolazioni europee (Marco Polo).
Ma i problemi che ne derivarono furono maggiori dei benefici: per esempio: le leggi mongole jasagh mal si adattavano alla società cinese. I conquistatori non tenevano in considerazione attività economiche o di sussistenza che erano alla base della civiltà cinese, come l'agricoltura e l'artigianato, mentre davano eccessivo risalto alle attività di allevamento e militari, tipiche delle popolazioni mongole.
Tutto questo portò, per due volte nel 1274 e nel 1281 al fallimento della conquista del Giappone, con una cospicua perdite di risorse. Il fallimento fu dovuto allo scoppio di forti tempeste, chiamate dai giapponesi vento divino (kamikaze).

## Decadenza
La fine della dinastia Yuan avviene nel 1368, con la conquista di Pechino da parte dell'imperatore Zhu Yuanzhang, il fondatore della dinastia Ming. Già dal 1340 le rivolte antimongole si erano notevolmente accentuate, in tutte le province cinesi. Come accade in tutti i periodi interdinastici, non mancavano le lotte interne tra i pretendenti al trono, mentre i combattimenti contro i mongoli procedevano ininterrottamente. Ma anche tra i generali mongoli regnava lo scompiglio, così ognuno faceva guerra all'altro, indebolendosi a vicenda. La dinastia Yuan non resistette a lungo sotto i colpi delle forze di Zhu, e nel 1368 essa finì.

## Yuan settentrionali
Dopo la caduta di Yingchang sotto i colpi dei Ming nel 1370, gli Yuan superstiti si ritirarono in Mongolia, dove adottarono formalmente il nome di Grandi Yuan (大元), meglio conosciuti come Yuan settentrionali (北元). I Ming e gli Yuan settentrionali si disputarono a lungo il titolo di legittimi imperatori della Cina: anche se gli storici generalmente considerano gli imperatori della dinastia Ming come i legittimi successori della dinastia Yuan, gli Yuan settentrionali continuarono a rivendicare il loro rango almeno fino al XV secolo.
Nel 1372 l'esercito Ming inseguì le forze Yuan settentrionali in Mongolia, ma fu sconfitto da queste ultime, guidate dall'imperatore Zhazong (Biligtü Khan Ayushiridara) e dal suo generale Köke Temür. La lotta riprese nel decennio successivo e alla fine, nel 1388, le forze Ming inflissero una decisiva sconfitta agli Yuan settentrionali. Divenne allora imperatore Yesüder, un discendente di Arig Bek, anziché uno dei discendenti di Khubilai Khan. Nei secoli successivi salirono sul trono vari sovrani gengiskhanidi, per lo più succubi di potenti signori della guerra, mentre le relazioni con i Ming conobbero periodi di guerra alternati ad altri di pace. Nel 1402 Örüg Temür Khan (Guilichi) abolì il titolo di Grande Yuan, ma fu sconfitto da Öljei Temür Khan (Bunyashiri), protetto di Tamerlano (Tīmūr Barlas) nel 1403. Alcuni decenni dopo il nuovo khan Batumongke (1464–1517/43) assunse il titolo Dayan, da "Da Yuan" ("Grande Yuan"), e riunì i Mongoli. I suoi successori continuarono a governare fino alla sottomissione alla dinastia Qing, che mise fine agli Yuan settentrionali nel 1635.

## Imperatori della dinastia Yuan
| nome            | durata regno |
| --------------- | ------------ |
| Khubilai        | 1279-1294    |
| Temür           | 1294-1307    |
| Kaishan         | 1307-1311    |
| Ayurbarwada     | 1311-1320    |
| Shidibala       | 1321-1323    |
| Yesün Temür     | 1323-1328    |
| Ragibagh Khan   | 1328         |
| Khutughtu Khan  | 1329         |
| Jayaatu Khan    | 1329-1332    |
| Rinchinbal Khan | 1332         |
| Toghon Temür    | 1333-1368    |

|                 |                 |                       |                       |                   |                      |                      |                        |                        |                   |
|                 |                 |                       | Kublai 1215-1294      |                   |                      |                      |                        |                        |                   |
|                 |                 |                       |                       |                   |                      |                      |                        |                        |                   |
|                 |                 |                       |                       |                   |                      |                      |                        |                        |                   |
|                 |                 |                       | Zhenjin 1243-1286     |                   |                      |                      |                        |                        |                   |
|                 |                 |                       |                       |                   |                      |                      |                        |                        |                   |
|                 |                 |                       |                       |                   |                      |                      |                        |                        |                   |
| Temür 1265-1307 | Temür 1265-1307 | Gammala 1263-1302     | Gammala 1263-1302     |                   |                      | Darmabala 1264-1292  | Darmabala 1264-1292    |                        |                   |
|                 |                 |                       |                       |                   |                      |                      |                        |                        |                   |
|                 |                 |                       |                       |                   |                      |                      |                        |                        |                   |
|                 |                 | Yesün Temür 1293-1328 | Yesün Temür 1293-1328 |                   | Külüg 1281-1311      | Külüg 1281-1311      |                        | Buyantu 1285-1320      | Buyantu 1285-1320 |
|                 |                 |                       |                       |                   |                      |                      |                        |                        |                   |
|                 |                 |                       |                       |                   |                      |                      |                        |                        |                   |
|                 |                 | Ragibagh 1320-1328    | Ragibagh 1320-1328    | Jayaatu 1304-1332 | Jayaatu 1304-1332    | Khutughtu 1300-1329  | Khutughtu 1300-1329    | Gegeen 1302-1323       | Gegeen 1302-1323  |
|                 |                 |                       |                       |                   |                      |                      |                        |                        |                   |
|                 |                 |                       |                       |                   |                      |                      |                        |                        |                   |
|                 |                 |                       |                       |                   | Rinchinbal 1326-1332 | Rinchinbal 1326-1332 | Toghon Temür 1320-1370 | Toghon Temür 1320-1370 |                   |